# Trajan Gate
Das Trajan Gate (englisch; bulgarisch Траянови врата Trajanowi wrata) ist ein rund 850 m hoher, 4,3 km breiter und abgeflachter Bergsattel im Norden des Grahamlands auf der Antarktischen Halbinsel. Auf der Trinity-Halbinsel trennt er den Malorad-Gletscher im Norden vom südlich liegenden Russell-West-Gletscher. Er verbindet den Mount Ignatiev in den Srednogorie Heights im Westen mit dem Louis-Philippe-Plateau im Osten. Im nördlichen Zugang ragt der Lambuh Knoll auf.
Deutsche und britische Wissenschaftler kartierten ihn 1996 gemeinsam. Die bulgarische Kommission für Antarktische Geographische Namen benannte ihn 2010 nach einem gleichnamigen Gebirgspass im Westen Bulgariens.